# Ivy Litwinow

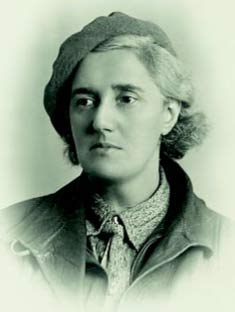

Ivy Litwinow geb. Ivy Low (anglisiert von Löwe) (* 4. Juni 1889 in London; † 16. April 1977 in Hove) war eine britische Schriftstellerin.

## Leben
Ivy Low stammte aus einer wohlhabenden jüdischen Familie, die nach dem erfolglosen Aufstand in Ungarn 1848 nach England geflohen war. Ihr Vater Walter Lowe wurde ein bekannter Schriftsteller und war mit H. G. Wells befreundet. Ins Deutsche wurde ihre Geschichtensammlung „Ein Fall von Liebe“ übersetzt, in deren Nachwort sich Angaben zu ihrem Lebenslauf ihres Biographen John Carswell finden. Im Jahr 1916 heiratete sie den russischen Diplomaten und Revolutionär Maxim Maximowitsch Litwinow, den sie in der Geschichte „Ein Fall von Liebe“ als Mr. Belkin porträtiert. Erst 1922 folgte sie ihm mit den beiden gemeinsamen Kindern in die Sowjetunion. Während sie dort lebte, schrieb sie kleine Geschichten, die sie aus dem Land herausschmuggeln und auf der Frauenseite des Manchester Guardian veröffentlichen konnte. Zudem verfasste sie einen in Moskau spielenden Kriminalroman.
Maxim Litwinow wurde 1942 als Sonderbotschafter in die USA geschickt und Ivy Litwinow begleitete ihn. Als sich die sowjetisch-amerikanischen Beziehungen wieder verschlechterten, mussten das Ehepaar Litwinow in die Sowjetunion zurückkehren und fiel in Ungnade. Im Jahr 1952 verwitwet, begann Ivy Litwinow mit Übersetzungsarbeiten und schrieb vermutlich in der Chruschtschowzeit die Geschichten ihres Erzählbandes, die in der Sowjetunion spielen. Im Alter von 70 Jahren erhielt sie die Genehmigung, die es ihr ermöglichte, ihr Heimatland England zu besuchen. Dort gelang es ihr Verbindungen zu knüpfen, die ihr weitere Veröffentlichungen ermöglichten.
Ihr Enkel Pawel Litwinow engagierte sich in der sich 1968 formierenden Opposition und wurde im Zuge einsetzender Unterdrückungsmaßnahmen verhaftet. Im Jahr 1971 gelang es ihr, erneut nach England zu reisen, wo sie bis zu ihrem Lebensende blieb. Sie starb dort 1977 im Alter von 88 Jahren. Ihre Aufzeichnungen, die sie aus der Sowjetunion mit zurückgebracht hatte, befinden sich im Hoover Institut an der Stanford-Universität in Stanford, Kalifornien.
Ihre in Amerika erschienenen Texte sind unter dem Namen Litvinoff veröffentlicht.